# SH2D2A
SH2D2A (англ. SH2 domain containing 2A) – білок, який кодується однойменним геном, розташованим у людей на короткому плечі 1-ї хромосоми.  Довжина поліпептидного ланцюга білка становить 389 амінокислот, а молекулярна маса — 42 934.
| 10         |  | 20         |  | 30         |  | 40         |  | 50         |
| ---------- |  | ---------- |  | ---------- |  | ---------- |  | ---------- |
| MEFPLAQICP |  | QGSHEAPIPT |  | FSTFQITDMT |  | RRSCQNLGYT |  | AASPQAPEAA |
| SNTGNAERAE |  | EVPGEGSLFL |  | QAETRAWFQK |  | TQAHWLLQHG |  | AAPAWFHGFI |
| TRREAERLLE |  | PKPQGCYLVR |  | FSESAVTFVL |  | TYRSRTCCRH |  | FLLAQLRDGR |
| HVVLGEDSAH |  | ARLQDLLLHY |  | TAHPLSPYGE |  | TLTEPLARQT |  | PEPAGLSLRT |
| EESNFGSKSQ |  | DPNPQYSPII |  | KQGQAPVPMQ |  | KEGAGEKEPS |  | QLLRPKPPIP |
| AKPQLPPEVY |  | TIPVPRHRPA |  | PRPKPSNPIY |  | NEPDEPIAFY |  | AMGRGSPGEA |
| PSNIYVEVED |  | EGLPATLGHP |  | VLRKSWSRPV |  | PGGQNTGGSQ |  | LHSENSVIGQ |
| GPPLPHQPPP |  | AWRHTLPHNL |  | SRQVLQDRGQ |  | AWLPLGPPQ  |  |            |

A: Аланін

C: Цистеїн

D: Аспарагінова кислота

E: Глутамінова кислота

F: Фенілаланін

G: Гліцин

H: Гістидин

I: Ізолейцин

K: Лізин

L: Лейцин

M: Метіонін

N: Аспарагін

P: Пролін

Q: Глутамін

R: Аргінін

S: Серин

T: Треонін

V: Валін

W: Триптофан

Кодований геном білок за функціями належить до білків розвитку, фосфопротеїнів. 
Задіяний у таких біологічних процесах як ангіогенез, диференціація, поліморфізм. 
Локалізований у цитоплазмі.